# Comtesse Dash
Comtesse Dash, pseudonym for Gabrielle Anne Cisterne de Courtiras, Vicomtesse af Saint-Mars (2. august 1804 – 11. september 1872), var en fransk forfatterinde. 
Gabrielle Anne Cisterne de Courtiras giftede sig meget tidlig og udfoldede, efter at have mistet sin formue, en frugtbar romanproduktion, hvortil hun søgte stof i de højere, både fornemme og indbildt fornemme selskabskredse, hvis galante
elskovsforhold, intriger og forvildelser hun skildrede med en mandhaftig, men ganske klædelig frejdighed. 
Af hendes talrige romaner kan nævnes: Le jeu de la reine (1839), La marquise de Parabère (1842), Les bals masqués (1842), La princesse Palatine (1842), Le château Pinon (1843), ääMme la princesse de Contiää (1846), Les amours de Bussy-Rabutin (1850), La pomme d'Éve (1853), La belle aux yeux d'or (1860), Les galanteries de la cour de Louis XV (1861), Le nain du diableää (1862), ääLes dernières amours de Mme Dubarry (1864), Les soupers de la Régence (1865), La Bohême du 17. siècle (1867), Comment tombent les femmes (1867), Les aventures d'une jeune mariée (1870) osv. Hendes livserindringer Mémoires des autres udgavs 1896-97 i 6 bind.